# Francisco Javier Sáenz de Oiza

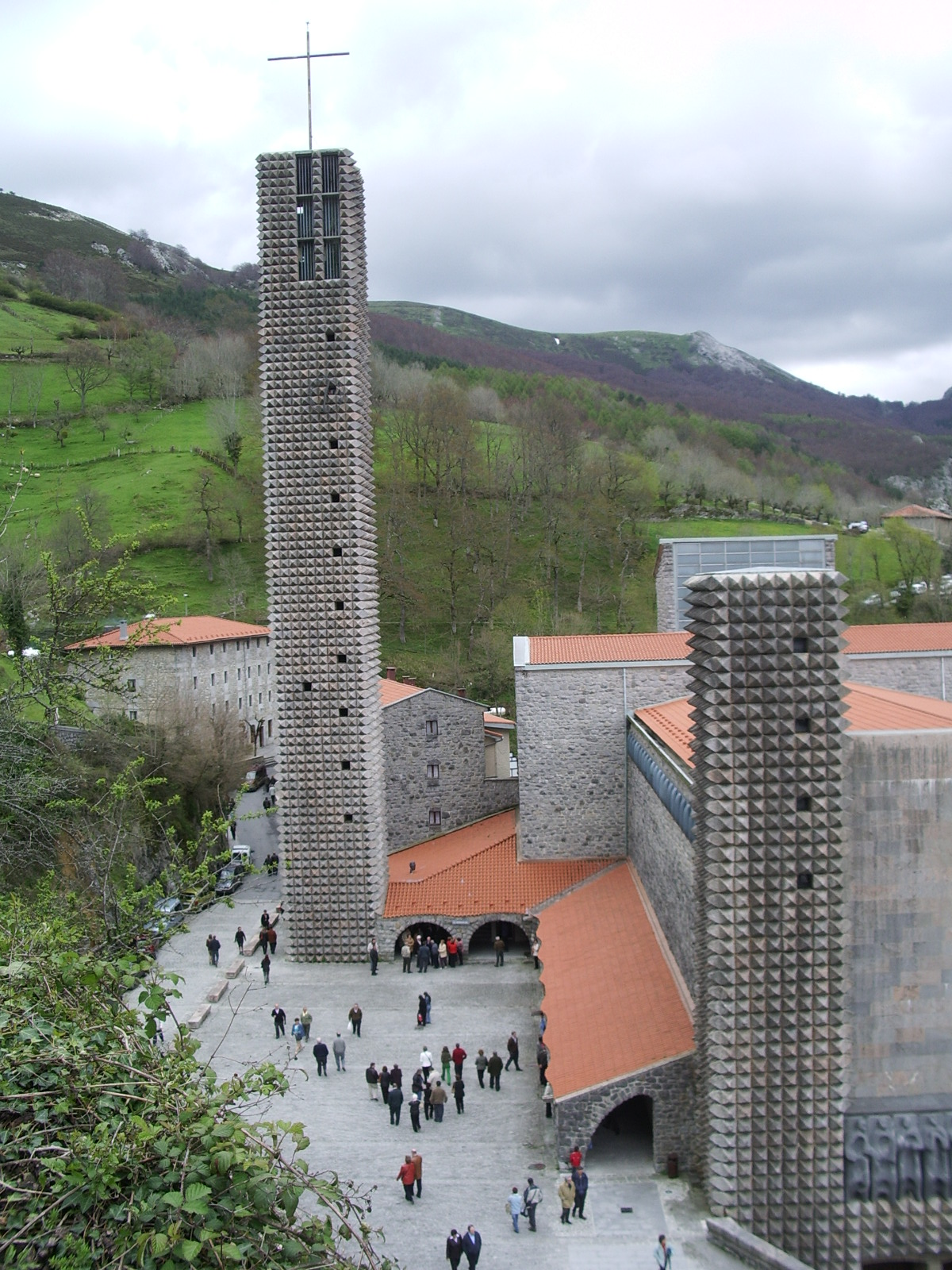
Basilika Unserer Lieben Frau von Arantzazu (Gipuzkoa)

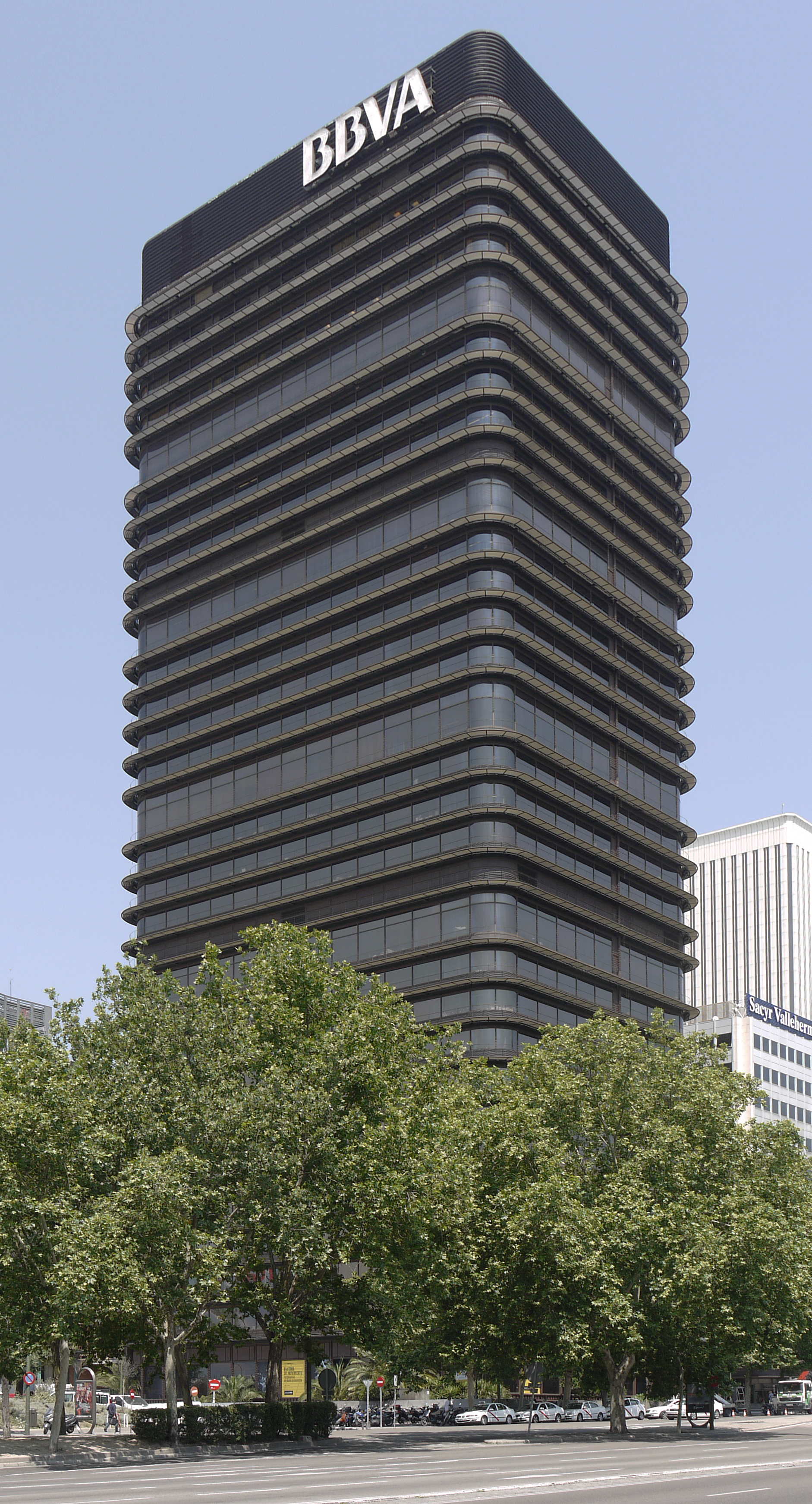
Banco de Bilbao Turm (Madrid)

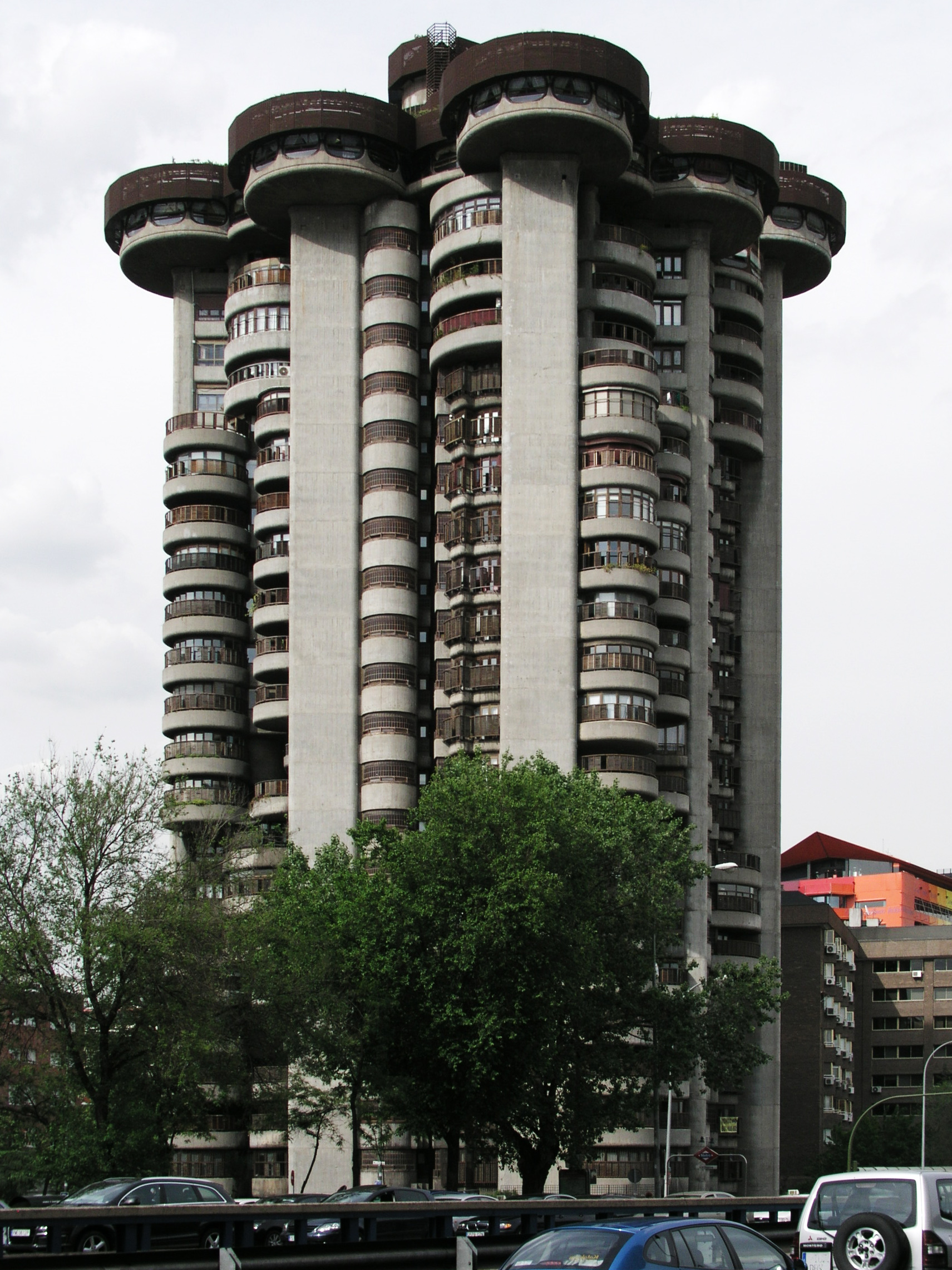
Torres Blancas (Madrid)

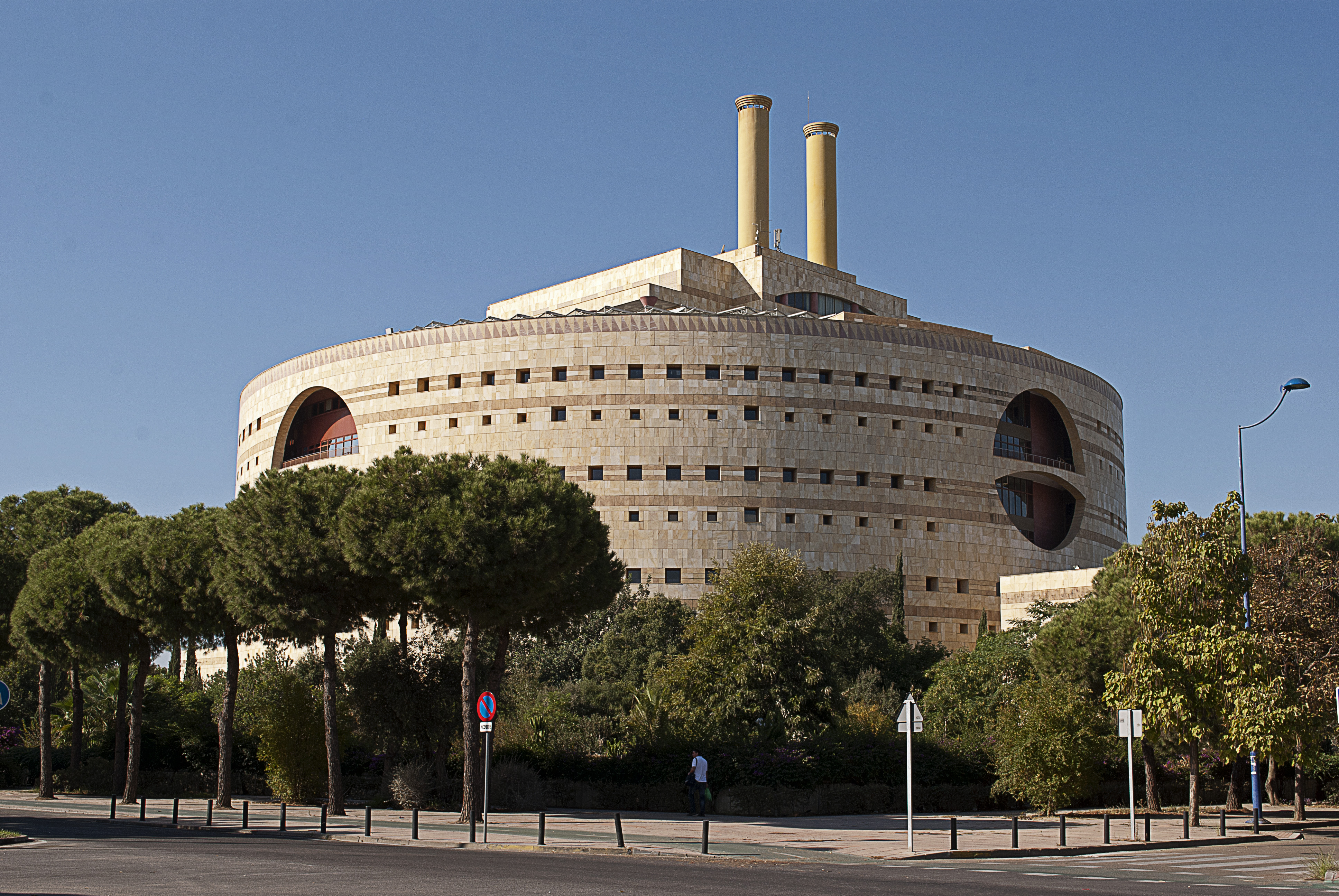
Torre Triana (Sevilla)

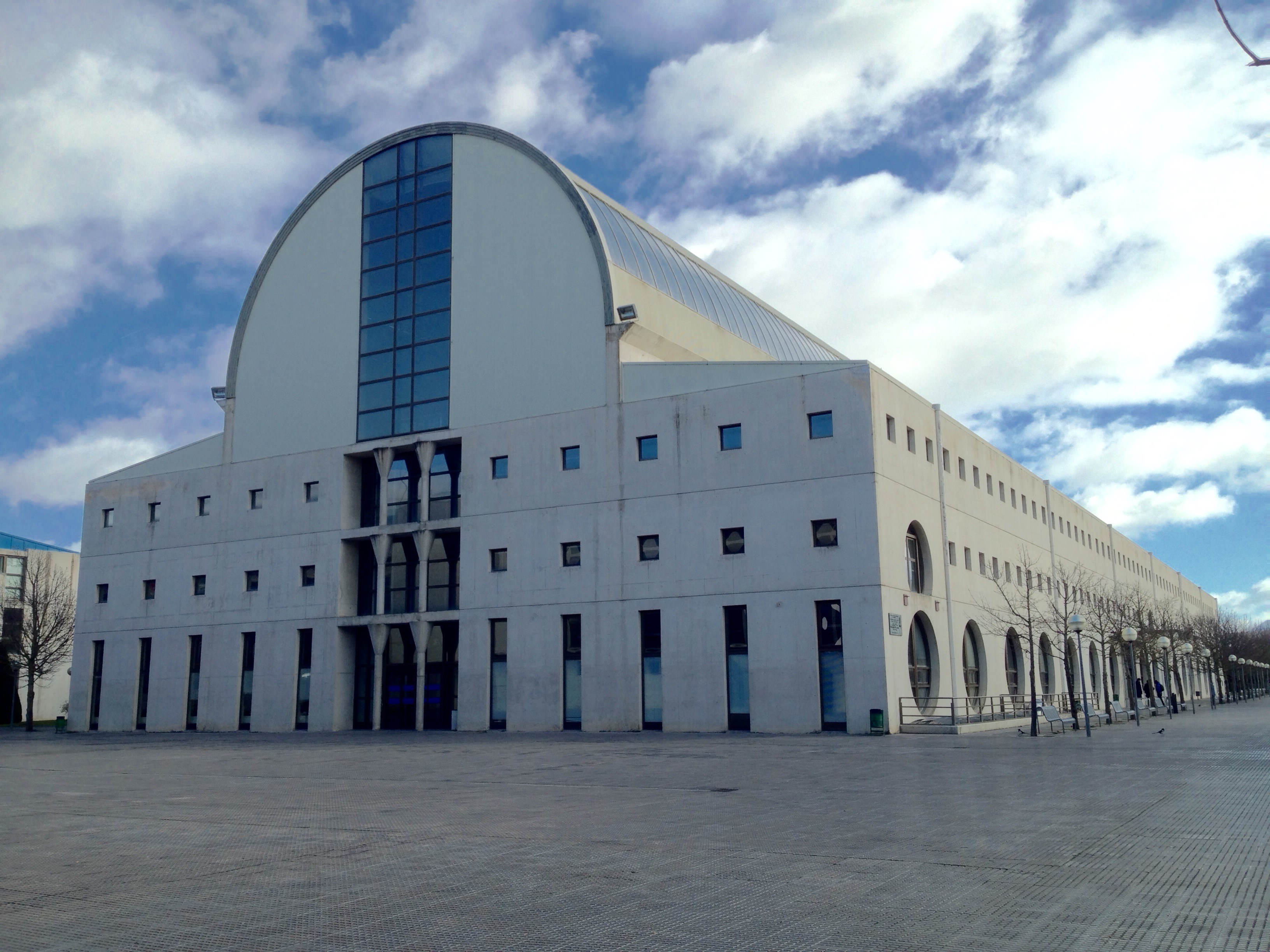
UPNA Bibliothek (Pamplona)

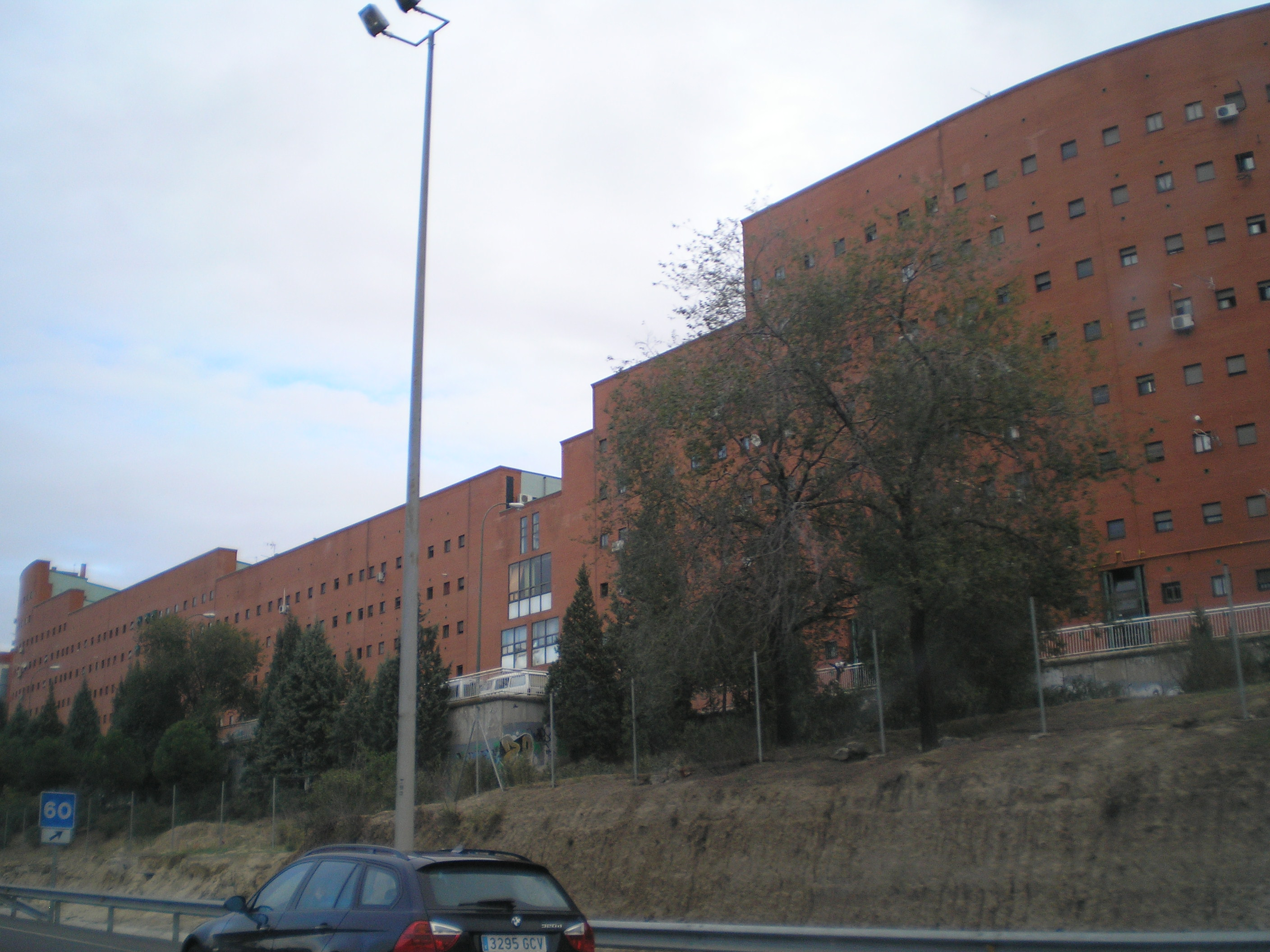
Viviendas El Ruedo (Madrid)

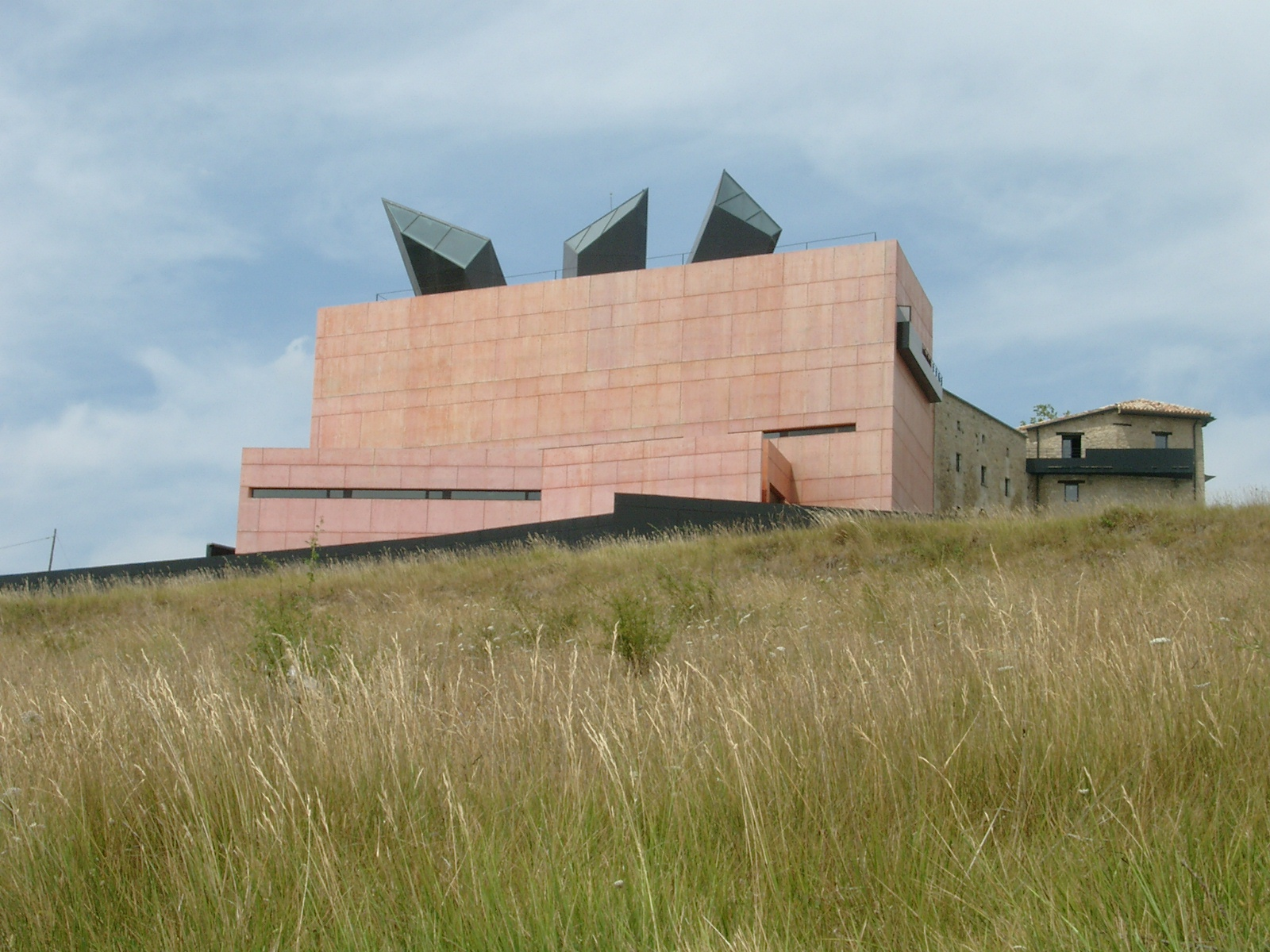
Museo Jorge Oteiza in Alzuza, (Navarra)

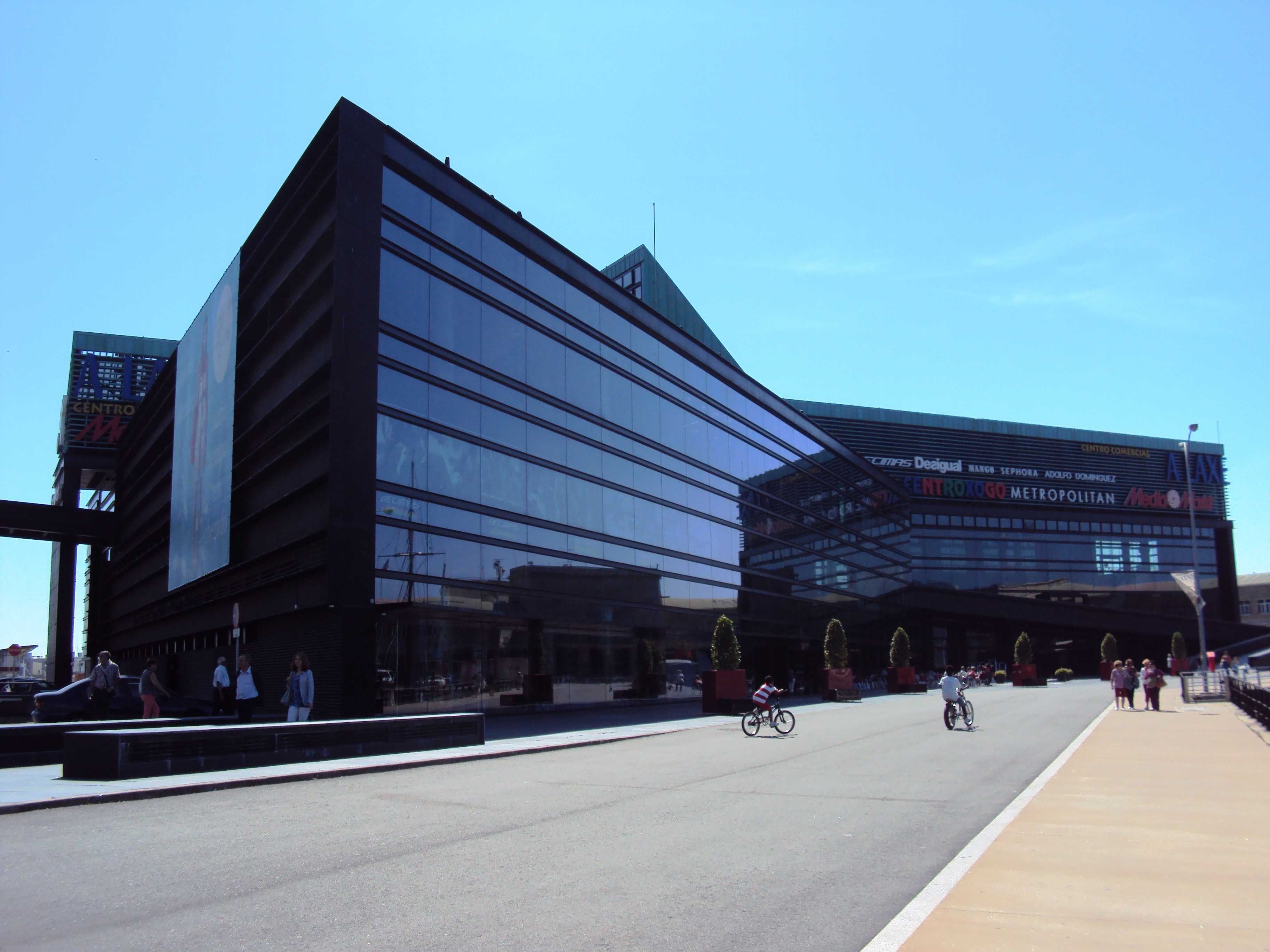
Centro Comercial A Laxe in Vigo (Galizien)

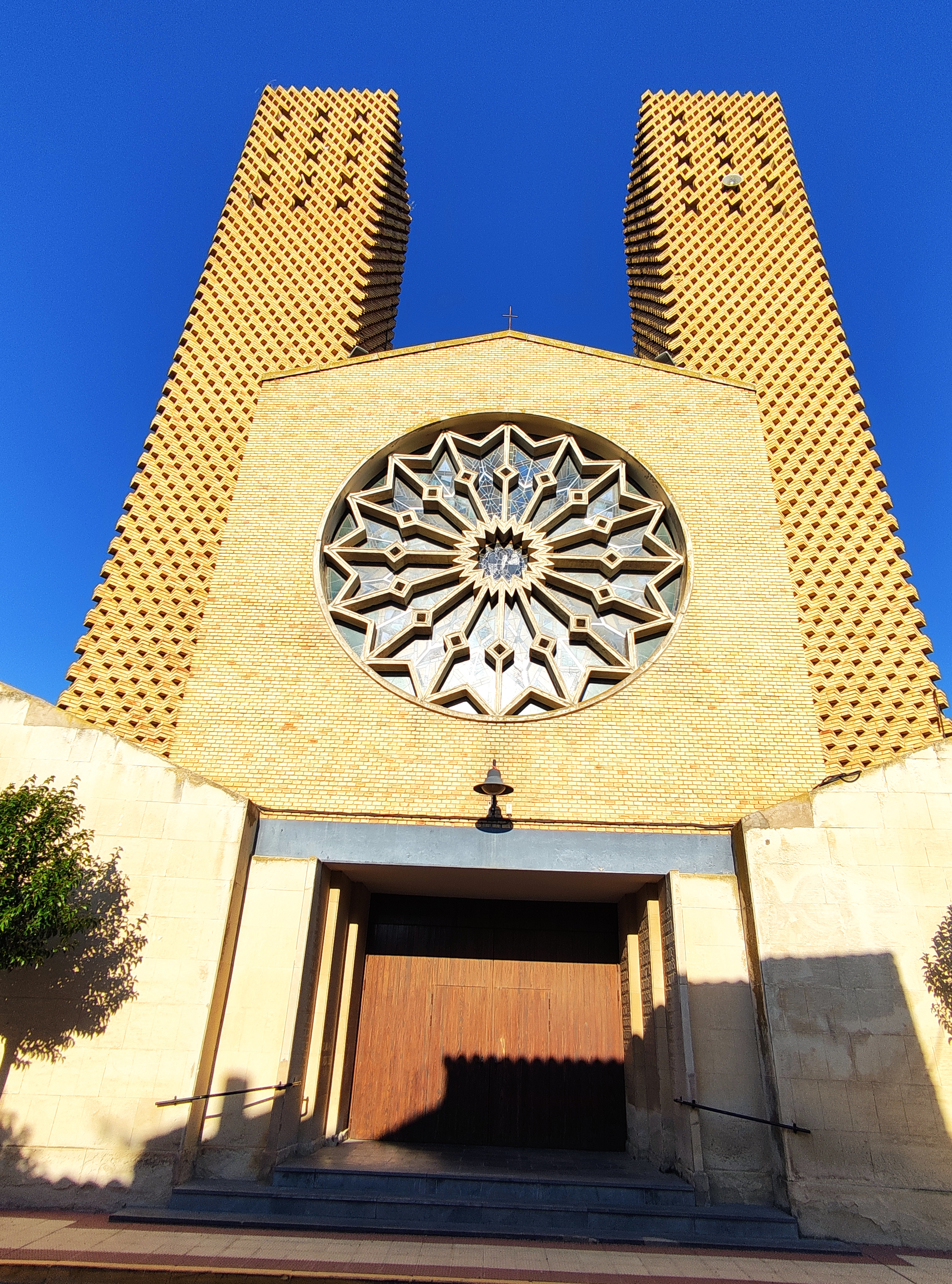
Pfarrkirche San Miguel Arcángel in Cadreita (Navarra)

Francisco Javier Sáenz de Oiza (* 12. Oktober 1918 in Cáseda; † 18. Juli 2000 in Madrid) war ein spanischer Architekt und einflussreicher Vertreter der modernistischen Bewegung in der spanischen Architektur.

## Leben
Francisco Javier Sáenz de Oiza ging in Sevilla zur Schule und studierte Architektur in Madrid. Nach einer Studienreise in den USA kehrte er 1949 nach Madrid zurück und begann an der dortigen ETSAM zu lehren, wurde später ihr Leiter.
Sáenz gilt als einer der einflussreichsten spanischen Architekten der zweiten Hälfte des 20. Jahrhunderts.
Er starb 2000 an Krebs.

## Preise und Auszeichnungen
- 1946: Nationaler Architekturpreis für den Entwurf für den  Plaza del Azoguejo in Segovia
- 1954: Nationaler Architekturpreis für den Entwurf einer Kapelle am Jakobsweg
- 1989: Goldmedaille für Architektur
- 1991: Architektur- und Stadtplanungspreis der Stadt Madrid für das Wohngebäude an der M-30 (El Ruedo)
- 1993: Prinzessin-von-Asturien-Preis[2]
- 2000: Goldmedaille der Staatlichen Universität von Navarra

## Bauten
- 1949-1955:Mehrfamilienwohnhaus für D. José Fernández Rodríguez in Madrid[4] ⊙
- 1950–1969: Basilika Unserer Lieben Frau von Arantzazu ⊙
- 1956: Mehrfamilienwohnhaus in Madrid, Ciudad Lineal[5] ⊙
- 1959-1960: Casa Fernando Gómez in Durana (Álava)[6][7] ⊙
- 1959: Kirche San Miguel Arcángel in Cadreita, Navarra ⊙
- 1960: Casa Lucas Prieto in Talavera de la Reina (Toledo)[8] ⊙
- 1963–1969: Torres Blancas in Madrid[9] ⊙
- 1963: Terrassenhaus Ciudad Blanca in Alcúdia, Mallorca[10] ⊙
- 1965-1969: Privatschule Colegio Virgen Milagrosa in Oviedo[11] ⊙
- 1968: Wohnhaus für den Bauunternehmer Juan Huarte am Cap Formentor, Mallorca (Umbau)
- 1971: Casa Arturo Echevarría in Madrid[12] ⊙
- 1978–1981: Torre del Banco de Bilbao in Madrid ⊙
- 1984-1987: Villa Fabriciano in Torrelodones ⊙
- 1986-1990: Großwohnkomplex an der M-30 El Ruedo für 346 Familien in Madrid ⊙
- 1989-1994: Campus de Arrosadía der Universidad Pública de Navarra in Pamplona[13] ⊙
- 1989: Kunstmuseum Centro Atlántico de Arte Moderno in Las Palmas de Gran Canaria (Umbau)⊙
- 1990: Schule für öffentliche Verwaltung in Mérida
- 1991: Mehrzweckhalle in Plasencia
- 1992–1993: Torre Triana in Sevilla ⊙
- 1993: Bürogebäude in Madrid, avenida de Pío XII
- 1997: Kulturzentrum in Villaviciosa de Odón
- 2003: Museum Jorge Oteiza in Alzuza, Navarra (posthum)
- 2008: Einkaufszentrum A Laxe in Vigo (posthum)